# Frank Stella
Frank Philip Stella (ur. 12 maja 1936 w Malden, zm. 4 maja 2024 w Nowym Jorku) – amerykański malarz i grafik, pionier geometrycznego, wyrazistego stylu w sztuce (ekspresjonizmu abstrakcyjnego).
Od początku lat 60. eksperymentował także z kształtem płócien. Jego prace wpisują się także w nurt hard-edge painting. Za najważniejsze dzieło są uznawane Black Paintings.
Został odznaczony Narodowym Medalem Sztuk.
W 2016 Muzeum Historii Żydów Polskich Polin w Warszawie prezentowało indywidualną wystawę artysty zatytułowaną „Frank Stella i synagogi dawnej Polski”.
W listopadzie 2020 otrzymał przyznawaną co 5 lat nagrodę im. Jawlenskego miasta Wiesbaden.
Zmarł 4 maja 2024 w Nowym Jorku, w swoim domu na Manhattanie. Przyczyną śmierci był chłoniak.

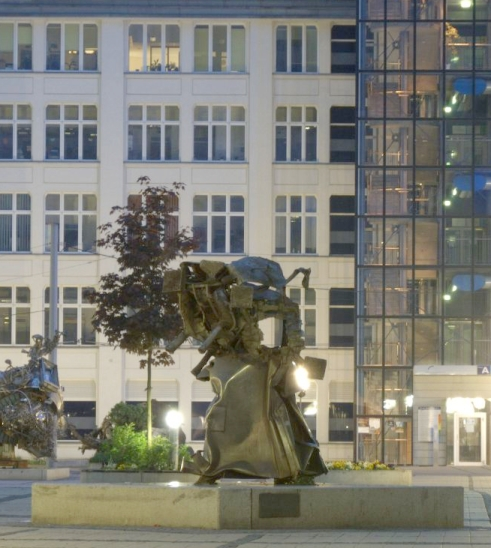
Rzeźba Garnison (1995) w Jenie